# Lydie Evrard

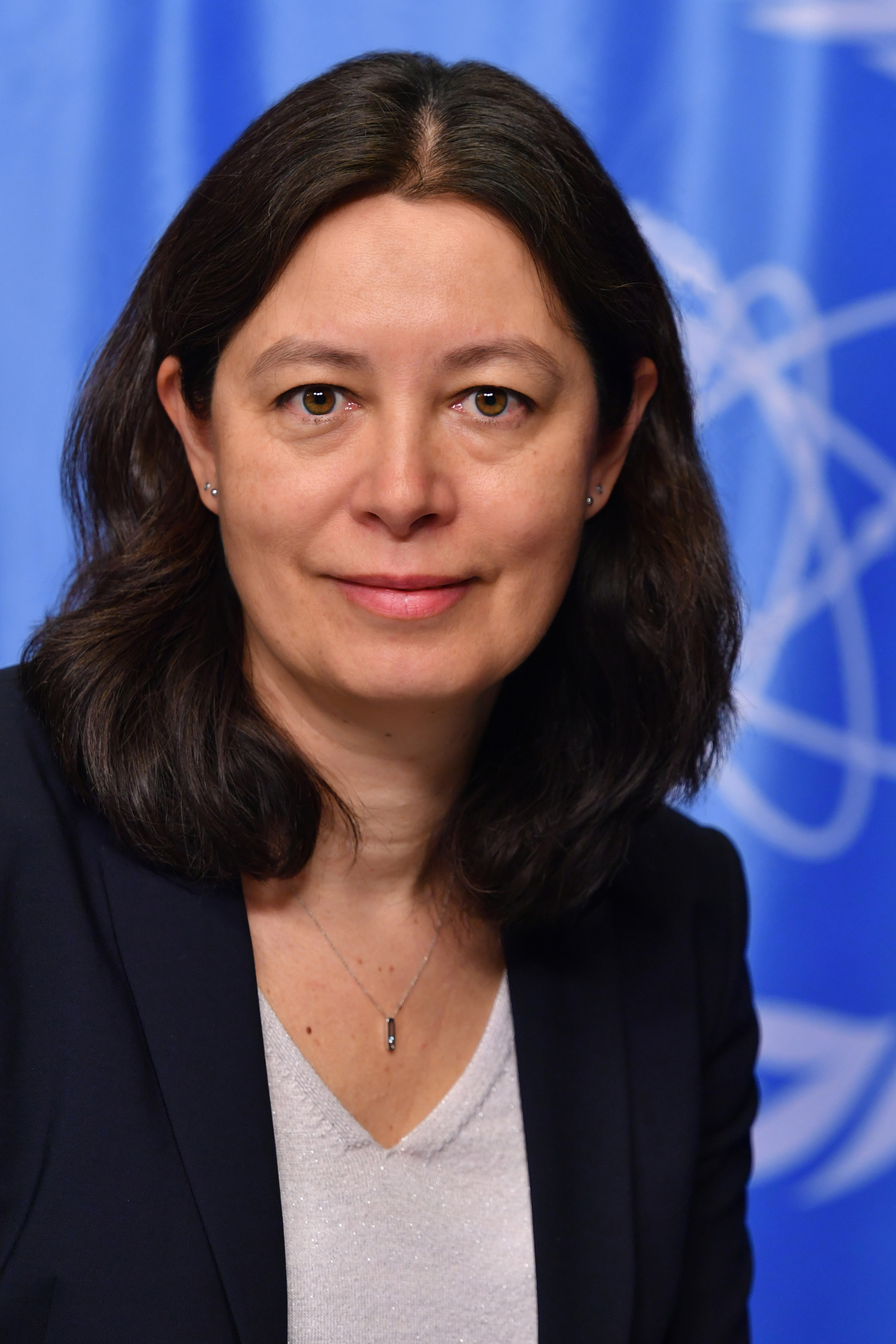
Lydie Evrard im April 2021

Lydie Evrard, geboren als Lydie Xuân Thuy Nguyen, ist eine französische Ingenieurin, die der Sicherheitsabteilung der Internationalen Atomenergie-Organisation (IAEA) vorsteht. Sie wurde im Dezember 2021 mit dem Ritterorden der französischen Ehrenlegion ausgezeichnet.

## Leben und Werk
Lydie Evrard legte nach ihrem Hochschulabschluss als Ingenieurin noch einen Master in Erdöl- und Erdgastechnik und einen in öffentlicher Verwaltung ab. Sie begann ihre berufliche Laufbahn 1995 im französischen Energieministerium. In der Folge hatte sie unterschiedliche Positionen in der öffentlichen Verwaltung Frankreichs inne, unter anderem im Umweltministerium und der Behörde für nukleare Sicherheit (ASN). Innerhalb der ASN war sie unter anderem zuständig für Fragen der Entsorgung, der Wiederaufbereitung und der Dekontamination. So führte sie gemeinsam mit Kooperationspartnern des Energieministeriums die von 2013 bis 2015 laufende nationale Kampagne zum Umgang mit radioaktiven Materialien und radioaktivem Abfall und koordinierte die Sicherheitsüberprüfungen für Forschungs- und Wiederaufbereitungsanlagen nach der Nuklearkatastrophe von Fukushima. Ab 2017 führte sie den Titel einer Kommissarin der ASN.
Am 1. April 2021 wechselte Lydie Evrard als stellvertretende Direktorin und Leiterin der Sicherheitsabteilung zur Internationalen Atomenergie-Organisation (IAEA). In dieser Rolle besuchte sie Anfang 2022 Japan, um dort unter anderem eine Sicherheitsüberprüfung hinsichtlich der Reinigung radioaktiv verschmutzten Wassers im Kernkraftwerk Fukushima Daiichi zu leiten, bevor dort mit der Ausleitung von Wasser in das Meer begonnen wurde. Später im selben Jahr war sie Mitglied der IAEA-Kommission, die Anfang September die Sicherheitslage des im Rahmen der russischen Invasion der Ukraine gefährdeten Kernkraftwerks Saporischschja untersuchte.

## Veröffentlichungen (Auswahl)
- gemeinsam mit Ronan Venetz: Réussir ses projets en Russie. Presses des Mines - Transvalor 2010. ISBN 978-2-911256-35-6 (französisch).